# Temnosternus apicalis
Temnosternus apicalis es una especie de escarabajo longicornio del género Temnosternus, tribu Tmesisternini, orden Coleoptera. Fue descrita científicamente por Pascoe en 1878.

## Descripción
Mide 8-10,5 milímetros de longitud.

## Distribución
Se distribuye por Australia.